# Adrien de Riancey
Adrien Camusat de Riancey, né le 17 janvier 1843 à Paris et mort le 17 juillet 1898 dans sa ville natale, est un journaliste, haut fonctionnaire et écrivain catholique et royaliste français.

## Biographie
Né le 17 janvier 1843 au no 4 de la rue de Lille, Adrien Marie Charles Camusat de Riancey est le fils aîné de Clémentine Pauline Zoé Camusat de Riancey, née Lefebvre des Vaux, et d'Henri Léon Camusat de Riancey, avocat légitimiste et défenseur ce courant royaliste dans la presse puis à l'Assemblée nationale législative de la Deuxième République. L'un des frères d'Adrien est Emmanuel Camusat de Riancey (1846-1905), zouave pontifical et grand-père maternel d'Henry de Montherlant.
Licencié en droit, Adrien de Riancey fait ses débuts dans le journalisme dans les dernières années du Second Empire. Il rédige en effet des articles pour L'Union, journal légitimiste dirigé par son père jusqu'à sa mort, survenue en 1870. Il se charge alors de publier plusieurs manuscrits inédits de son père, dont le dixième volume de l’Histoire du monde, auquel il ajoutera seize ans plus tard un onzième volume écrit en collaboration avec Alfred Rastoul.
En 1871, Adrien de Riancey participe à la fondation d'un nouveau quotidien catholique et légitimiste, La France nouvelle, dont il devient le rédacteur en chef.
Le 15 mai 1872, le comte Adrien de Riancey épouse Berthe de La Barre de Nanteuil (1841-1917), veuve d'Antoine Arson de Cadusch. Ils auront une fille, Yvonne (1873-1920), qui épousera le vicomte Le Bourdais des Touches en 1902 puis Georges de Buysieulx en 1912.
Lors de l'élection législative partielle de 1873 dans la Seine, le rédacteur en chef de La France nouvelle prend part au lancement de la campagne conservatrice et soutient la candidature du colonel Stoffel. À la fin de la même année, La France nouvelle, déficitaire, cesse de paraître.
Outre ses travaux littéraires, le comte de Riancey mène une courte carrière de haut fonctionnaire sous la présidence du maréchal de Mac Mahon. Il est ainsi successivement nommé sous-préfet dans les arrondissements de Carpentras (1874), de Belley (1876) et d'Aix-en-Provence (1877). Le 9 mars 1876, il est nommé officier d'académie.
Entre 1879 et 1896, le comte de Riancey assume les fonctions de secrétaire particulier ou « secrétaire des commandements » du duc de Nemours.
Après une courte maladie, Adrien de Riancey meurt à l'âge de 55 ans, le 17 juillet 1898, dans son appartement de la rue de la Pompe. Il est inhumé au cimetière de Passy.